# Crotalaria lukwangulensis
Crotalaria lukwangulensis är en ärtväxtart som beskrevs av Hermann August Theodor Harms. Crotalaria lukwangulensis ingår i släktet sunnhampor, och familjen ärtväxter. Inga underarter finns listade i Catalogue of Life.